# 廢棄物轉製能源

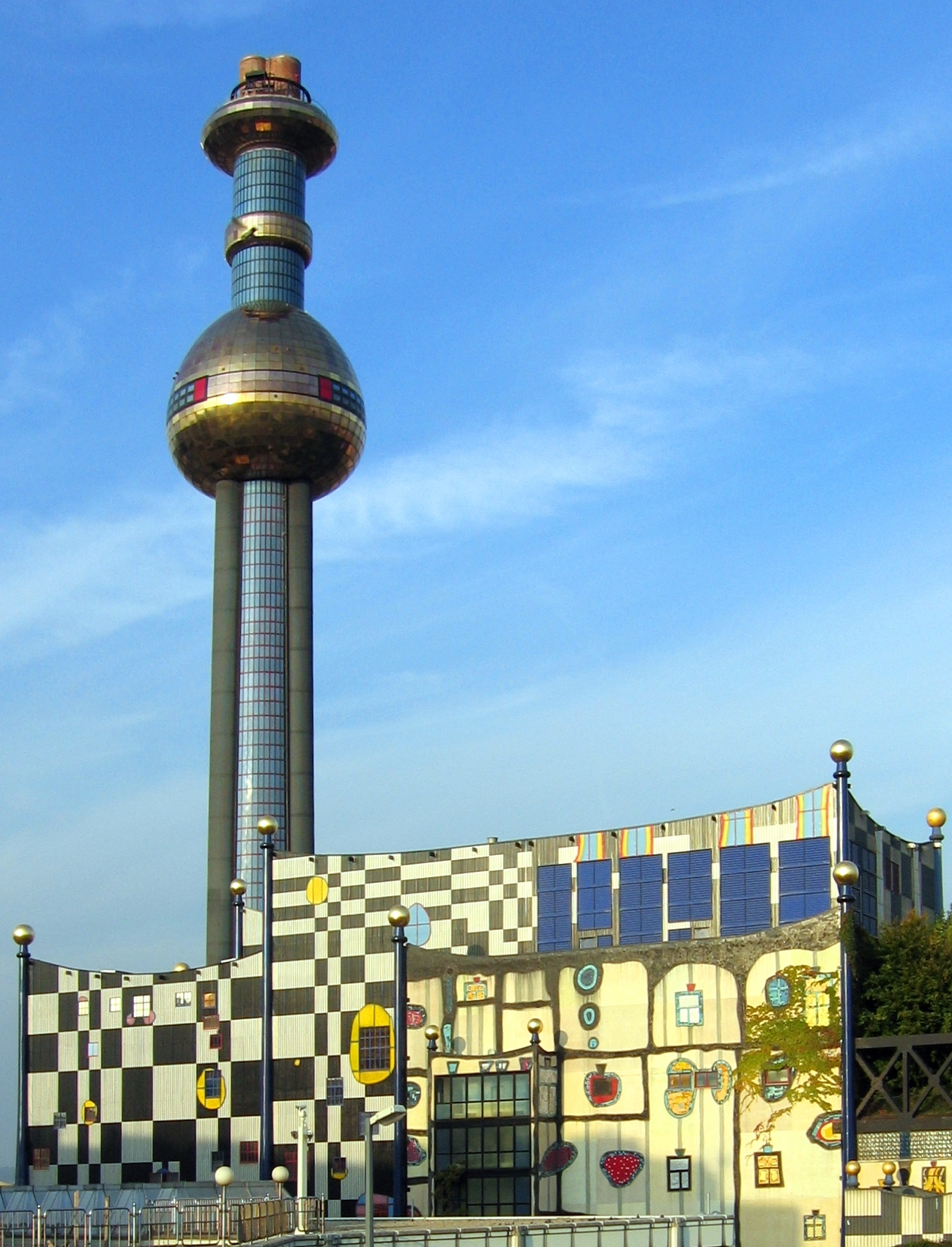
Spittelau焚化廠是維也納提供集中供暖的一家工廠

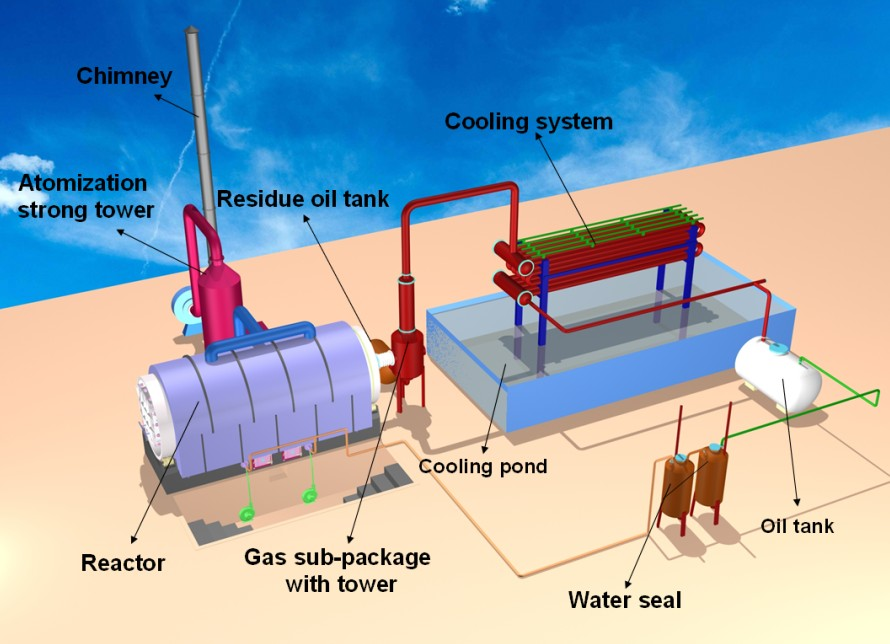
熱解廠

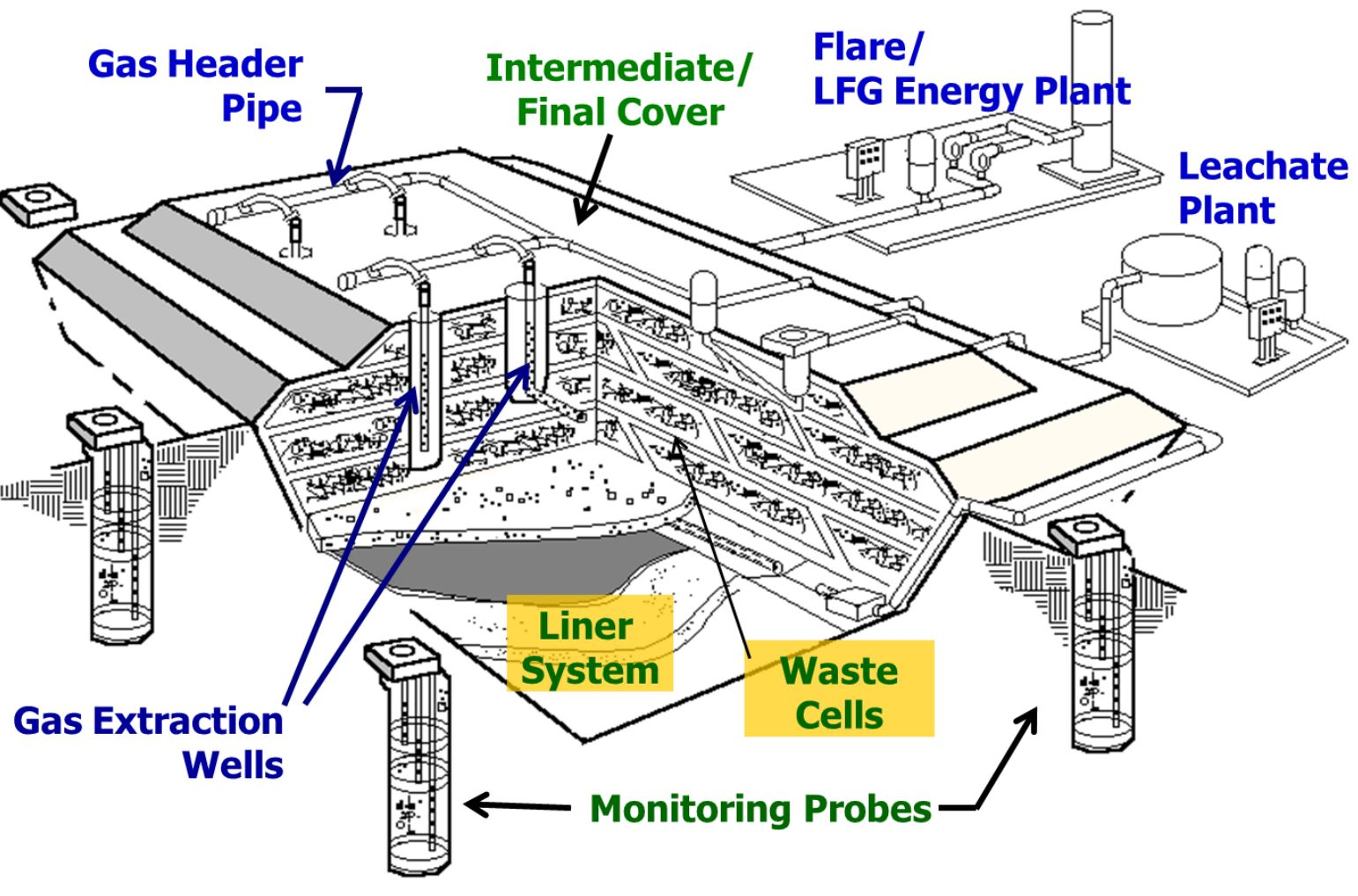
垃圾填埋氣收集

廢棄物轉製能源（Waste-to-Energy，WtE）亦可稱為「廢棄物能源」（Energy-from-Waste，EfW）、「廢棄物能源回收」，為從廢物的主要處理過程、或將廢物加工成燃料的過程中，以電能或熱能的形式產生能量的過程。「廢棄物轉製能源」是能源回收的一種形式，大多數「廢棄物轉製能源」工藝為通過燃燒直接產生電能、熱能，或產生可燃性商品，例如甲烷、甲醇、乙醇或合成燃料。

## 歷史
目前可知最早「廢棄物轉製能源」源自於1874年，由Manlove，Alliott＆Co. Ltd.在英國諾丁漢建造了第一台焚化爐。

## 方式
「廢棄物轉製能源」最常以垃圾焚燒的方式實現，以燃燒有機材料（如廢物）並回收能量。在經濟合作暨發展組織（OECD）國家中，所有焚化廢物，包括殘留的城市垃圾，商業、工業或廢棄物衍生燃料（RDF）的新工廠都必須滿足嚴格的排放標準，包括氮氧化物、二氧化硫、重金屬和二噁英等。因此，現代的焚化廠與老式的焚化廠有很大的不同，大部分的老式的焚化廠既無法產生能源也無法回收資源。現代焚化爐可將原始廢物的體積減少95～96%，這取決於從灰分中可回收金屬等材料的成分和資源回收程度。
另外，還有許多其他新興技術，它們可以直接利用廢物和其他燃料生產能源。與直接燃燒相比，這些技術中的許多技術都有可能從相同量的燃料中產生更多的電力。這主要歸因於腐蝕性成分（灰分）與轉化燃料的分離，從而允許更高的燃燒溫度，例如鍋爐、燃氣輪機、內燃機，以及燃料電池等。

## 著名案例
- 艾塞克斯縣資源回收設施（Essex County Resource Recovery Facility），位於美國新澤西州紐瓦克。
- SYSAV廢物轉化能源工廠（SYSAV waste-to-energy plant），位於瑞典馬爾默。
- 阿岡昆電力與公用事業（英语：Algonquin Power & Utilities）（Algonquin Power），位於加拿大安大略省布蘭普頓。
- 斯托克焚化爐（Stoke Incinerator），位於英國斯托克。
- Timarpur-Okhla垃圾發電廠（Timarpur-Okhla Waste to Energy Plant），位於印度新德里。